# Calobrium perrieri
Calobrium perrieri là một loài bọ cánh cứng trong họ Cerambycidae.